# Arkáda (architektura)

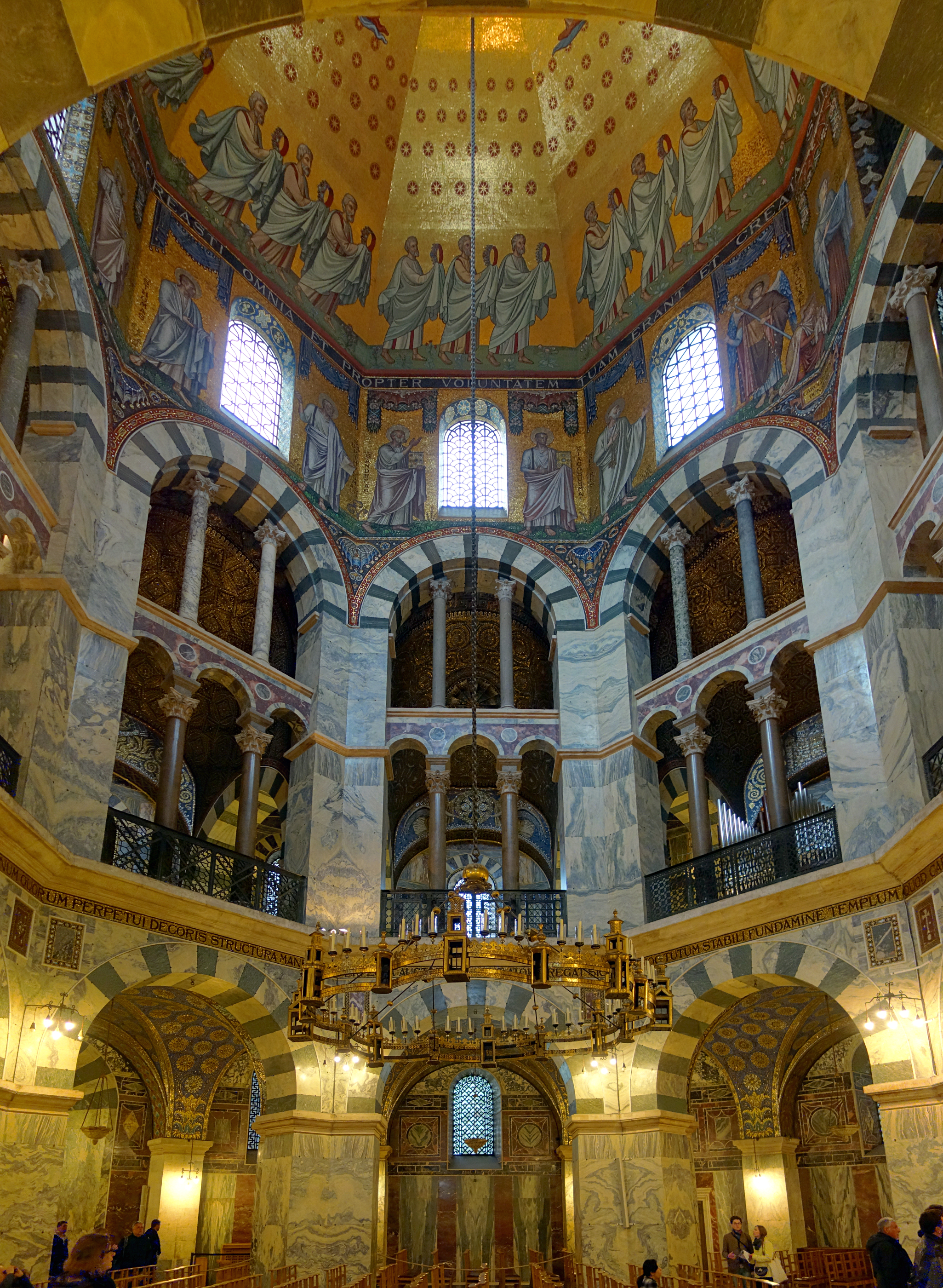
Arkády v oktogonu katedrály v Cáchách, kolem roku 800

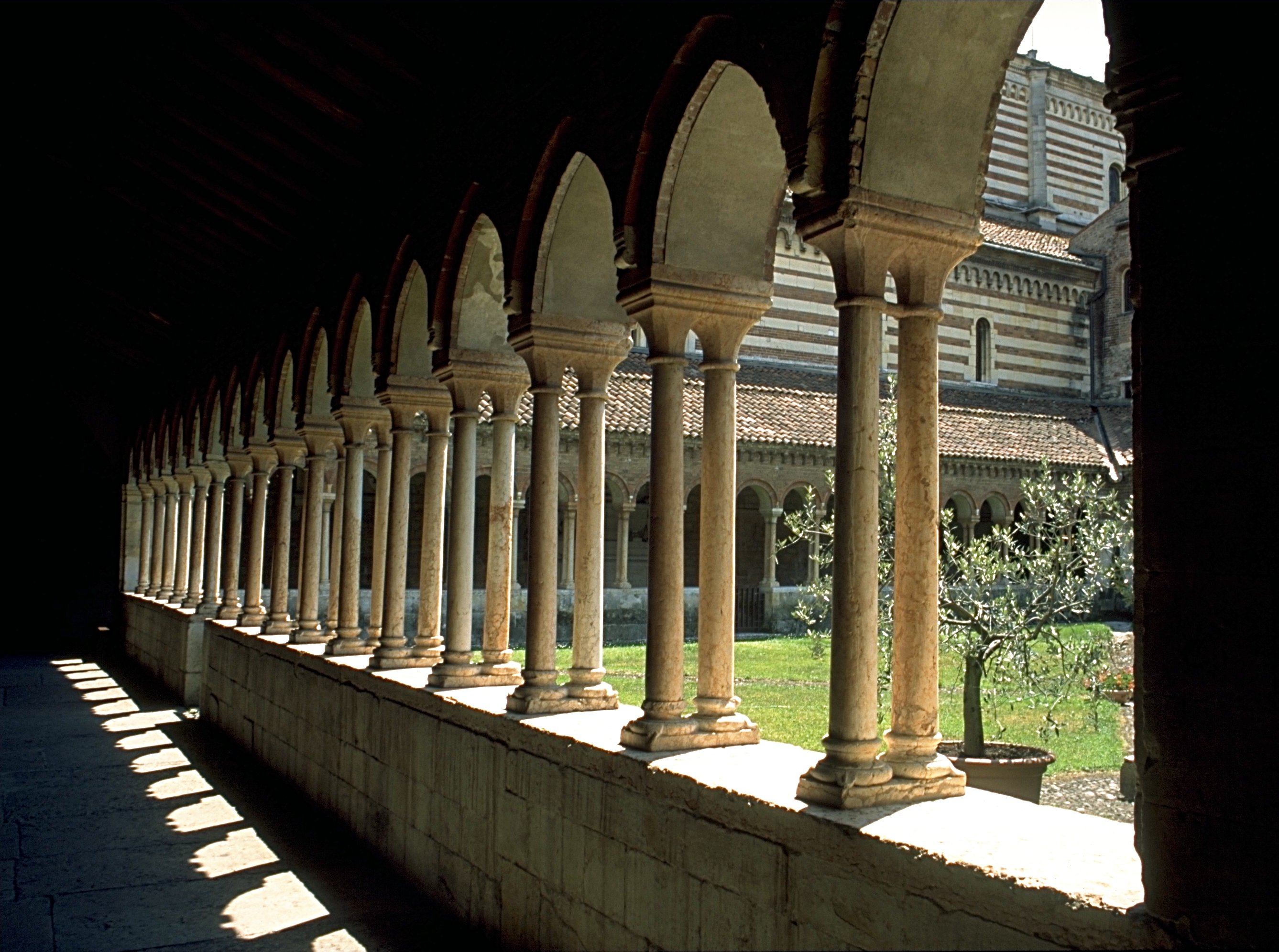
Románsko-gotické arkády ambitu kláštera San Zeno Maggiore ve Veroně

Arkáda (z lat. arcus, oblouk) je stavební článek architektury tvořený obloukem, který nesou dvě svislé podpory, pilíře nebo sloupy. Řada oblouků nesených sloupy nebo pilíři tvoří sloupořadí. Někdy se jako arkády označuje i arkádová chodba či podloubí, z jedné nebo obou stran oddělená sloupy. Naproti tomu kolonáda a portikus nemají mezi sloupy oblouky, nýbrž rovná kladí (architráv). Lodžie se obvykle liší tím, že nevystupuje z obvodu stavby. Arkatura je řada arkád jako dekorativní opakování arkádového motivu.

## Historie
- Antická architektura římská užívala arkády na veřejných budovách (divadla, amfiteátry), lázně, chrámy, po obvodu veřejných prostranství (fórum, tržnice) hlavních ulic, kde poskytovaly stín i ochranu před deštěm. Několikakilometrové úseky akvaduktů se často budovaly jako arkády, někdy i ve dvou nebo třech podlažích nad sebou. Patrové arkády podle zásad klasické řádové architektury zformuloval Vitruvius, mají dodržovat antický princip řádové superpozice s dórským řádem v přízemí a iónským a korintským v horních patrech.
- Byzantská architektura převzala od Římanů znalost arkády (např. Hagia Sofia v Konstantinopoli).

- Karolínská architektura za vlády císaře Karla Velikého zahájila kolem roku 800 řadu raně středověkých monumentálních centrálních stave s arkádovými poli, podobně jako v byzantských chrámech na půdorysu kruhu nebo oktogonu (císařská kaple, později dostavěná jako Katedrála Panny Marie (Cáchy)).

- Románská architektura pokračovala v byzantské a karolínské tradici centrálních staveb s arkádami, (např. dóm, baptisterium a věž v Pise, bazilika v Třebíči) nejčastěji to jsou přímé úseky kolem čtverce, u klášterů a kapitul tzv. rajský dvůr, čtvercová zahrada, obklopená klenutým ambitem čili křížovou chodbou, oddělenou otevřenými arkádami, zvanými arkádový dvůr či arkádové nádvoří. Také poutní kostely mohou být obklopeny ambity, v nich se shromažďovali i přenocovali poutníci (například v italských poutních trasách nebo u španělských chrámů na Svatojakubské cestě), ve střední a severní Evropě až v době barokní (například Svatá Hora u Příbrami, Klokoty u Tábora, Praha-Bílá Hora, Žďár nad Sázavou aj.).

- Gotické arkády byly nejčastěji v přízemí objektů. Patrové arkády v atriu nebo v průčelí měly nejen hrady, ale i veřejné budovy italské: například radnice, v Čechách například chór pražské katedrály od Petra Parléře, hrady Zvíkov nebo Písek, v městské architektuře nejen paláce (např. Starý královský palác na Pražském hradě, saských vévodů v Praze), ale i měšťanské domy (například rohový Rotlevův dům v Praze; řazeny za sebou tvoří podloubí na tržištích (např. Havelský trh v Praze) nebo na náměstích. Mezilodní arkády oddělovaly od sebe chrámové lodi vícelodního kostela.

- V období renesance a novorenesance dosáhly arkády největšího rozkvětu v dějinách evropské architektury; jednak pokračoval typ chrámové centrály, jak jej představil Donato Bramante v katedrále v Pavii a Michelangelo Buonarroti v kapli Sforzů při chrámu Santa Maria Maggiore v Římě, přímé arkády na zámcích, palácích, veřejných budovách a v atriových domech. Jedno- až tříetážová arkáda bývá otevřená nebo uzavřená. Arkáda o dvou nebo třech obloucích v přízemí zámků, paláců nebo letohrádků, otevřená do parku či zahrady je tzv. Sala terrena (např. Valdštejnský palác). Stejně jako v gotice může být na věži arkádový ochoz. Pokud je arkáda přisazena ke stěně (ať už dodatečně zazděná nebo tak byla postavena od počátku), nazýváme ji slepá arkáda (již v katedrální gotice, často v klasicismu). Pravidla italské renesanční architektury popsal Leon Battista Alberti. Proporce článků bývají všeobecně porušovány v manýrismu. V české renesanční architektuře arkády těchto vzorů najdeme jak na zámcích, tak v městských domech (např. Dům U Dvou zlatých medvědů v Praze).

- Barokní arkády se od renesančních liší v iluzivních detailech vzájemných průniků, například spojením pilíře a sloupu, spojením slepé arkády s otevřenou, stlačením oblouků arkády nebo plastickou dekorací. Arkádami v kupolích centrálních chrámů se proslavili Francesco Borromini a Guarino Guarini, slepé arkády sloupového řádu se sala terrenou zkombinoval například Francesco Caratti na zahradním průčelí Černínského paláce v Praze, fantaskními vizemi arkádových labyrintů věznic byl znám Giovanni Battista Piranesi.

## Arkádové zámky v Česku
| Morava - Břeclav - Bučovice - Hranice - Hustopeče nad Bečvou - Kolštejn - Milotice - Moravská Třebová - Moravský Krumlov - Náměšť nad Oslavou - Oslavany-největší arkádové nádvoří v ČR. - Račice - Rosice - Ruda nad Moravou - Slavkov u Brna - Telč - Tovačov - Uherčice - Uherský Ostroh - Velké Losiny | Čechy - Častolovice - Doudleby nad Orlicí - Horažďovice - Jičín - Jindřichův Hradec - Kaceřov - Litomyšl - Nelahozeves - Opočno - Pardubice - Velhartice - Zvíkov - Žleby Slezsko - Bruntál - Ząbkowice Śląskie (Frankenstein) |

## Galerie

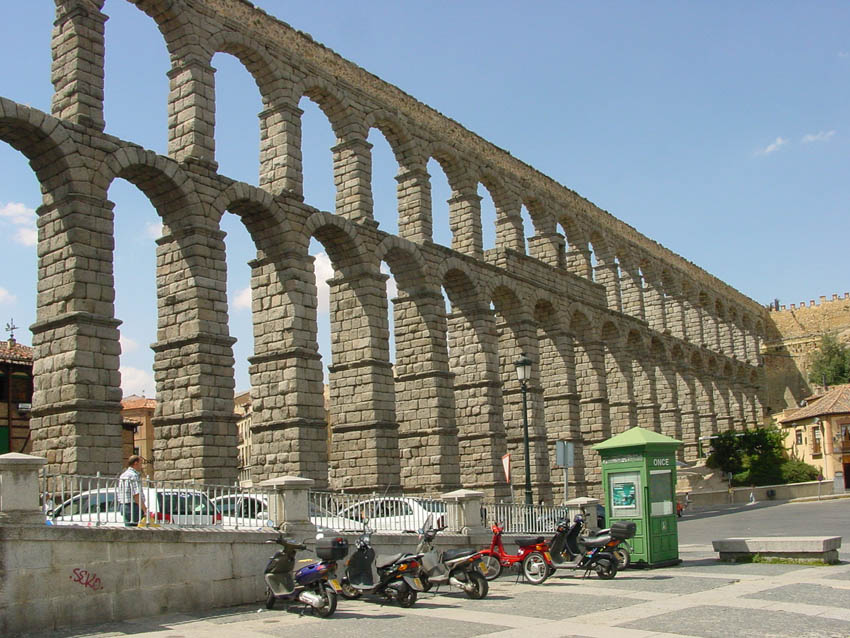
Římský akvadukt v Segovii
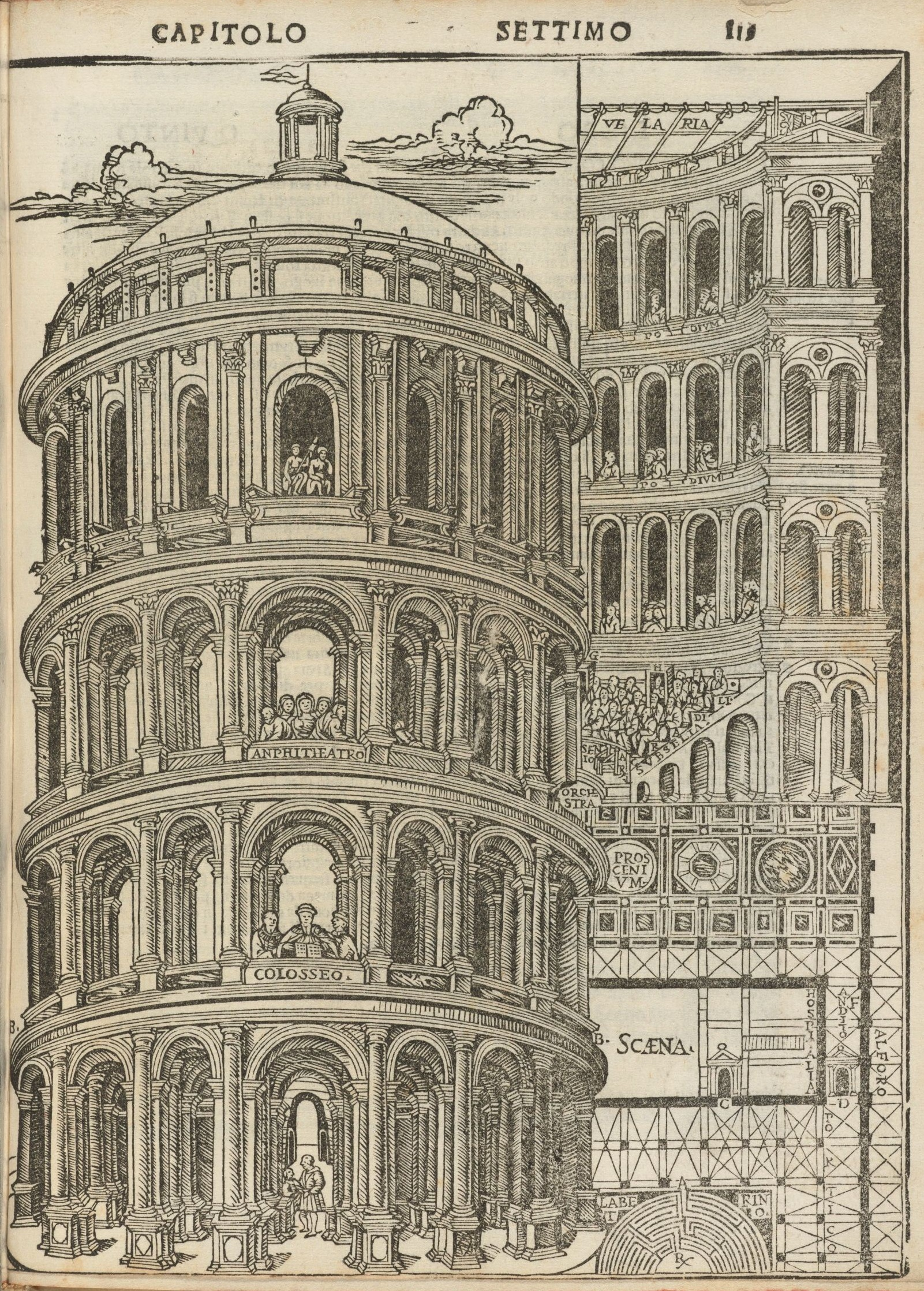
Koloseum v Perugii podle Vitruvia (1536)
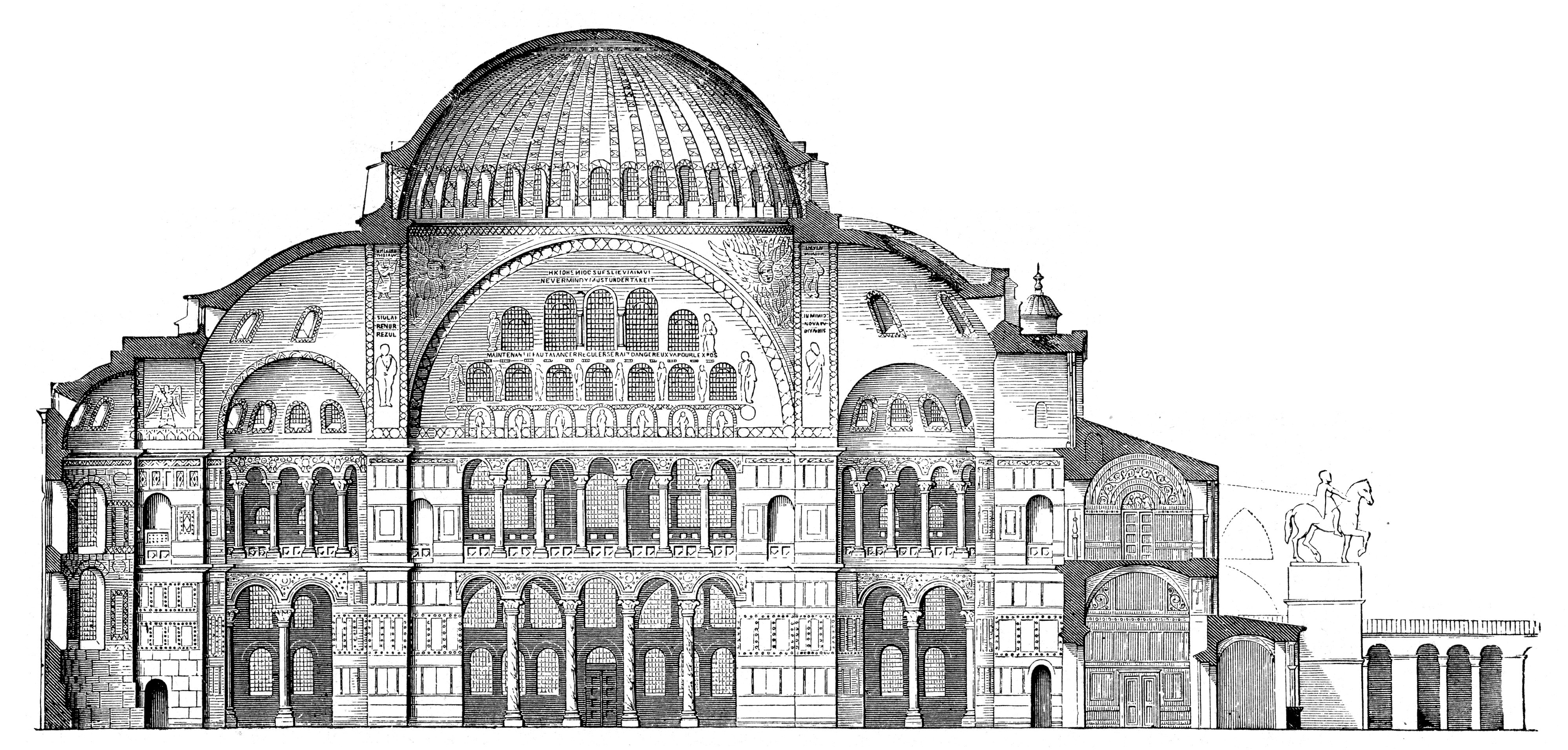
Byzantský chrám Hagia-Sofia v Istanbulu
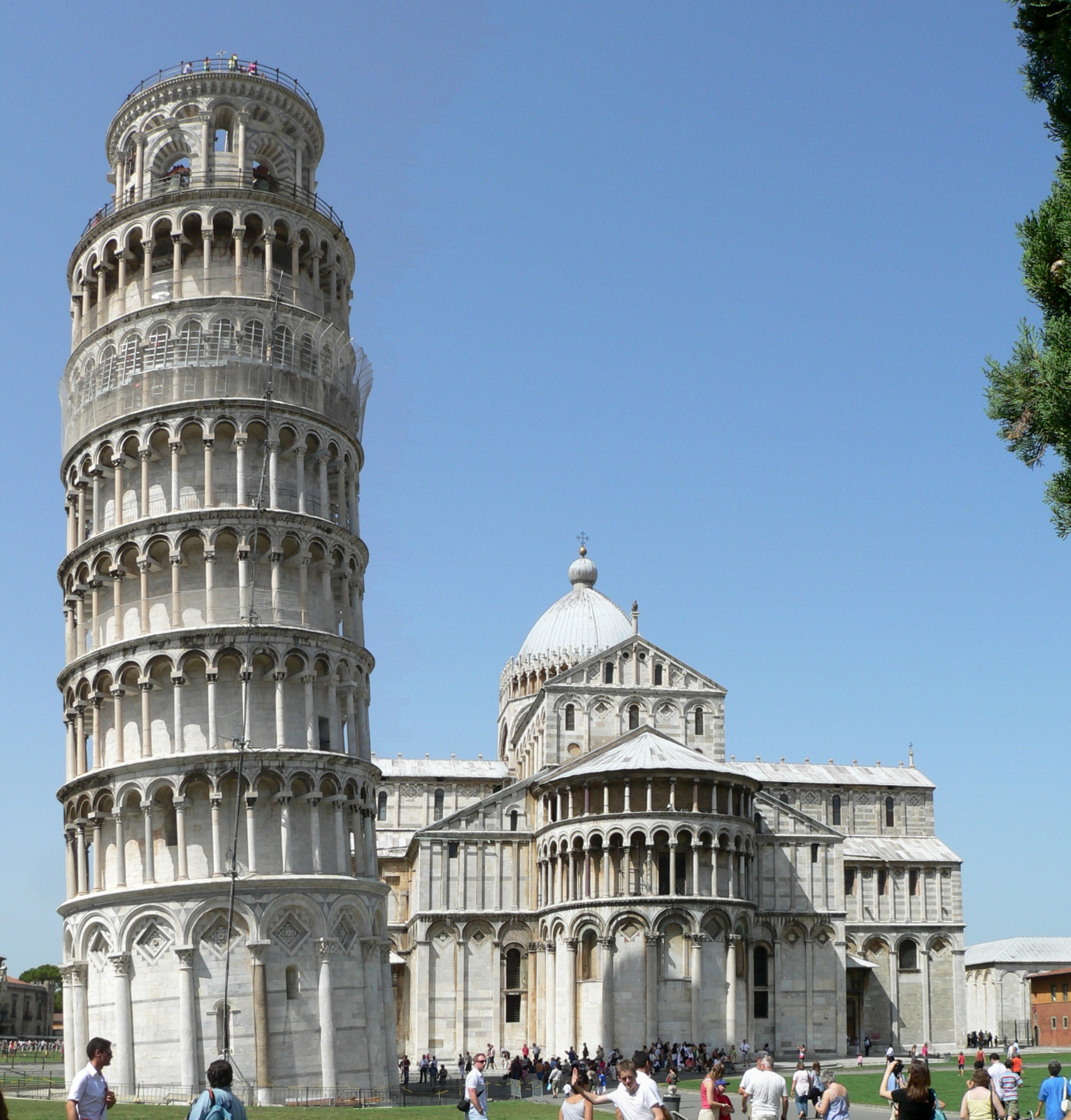
Románský dóm a věž v Pise
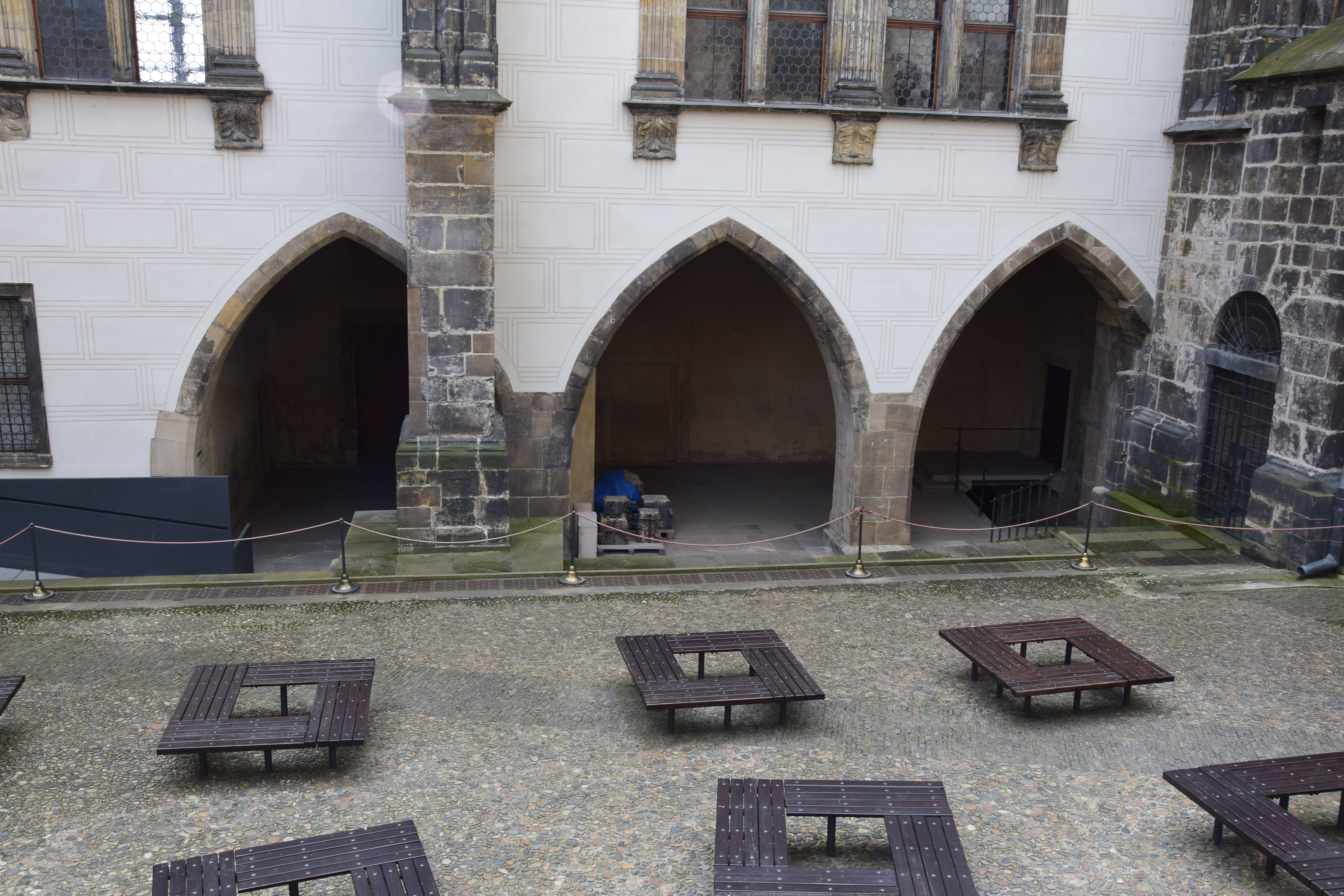
Starý palác Pražského hradu, severní dvůr
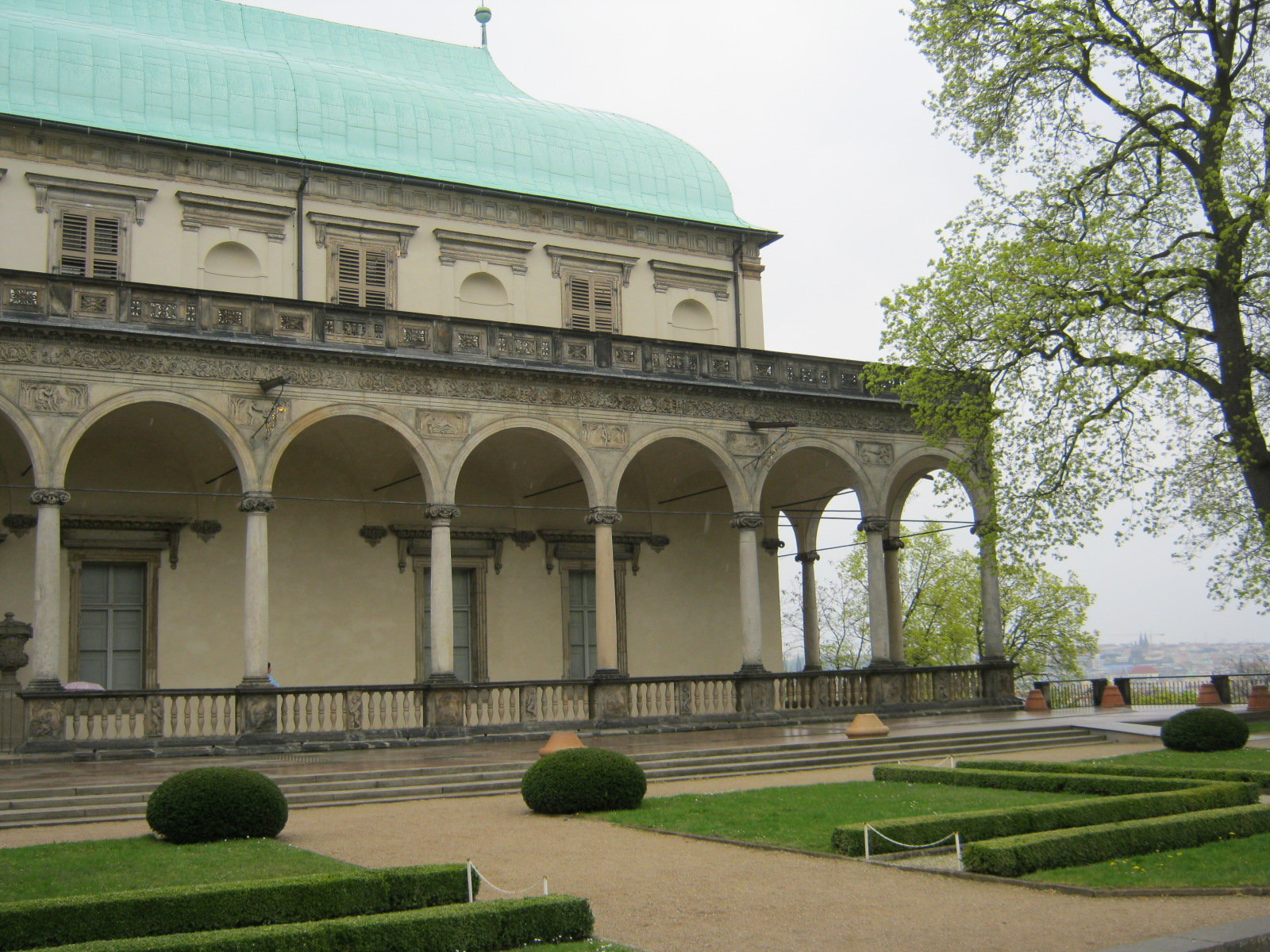
Letohrádek královny Anny, Praha
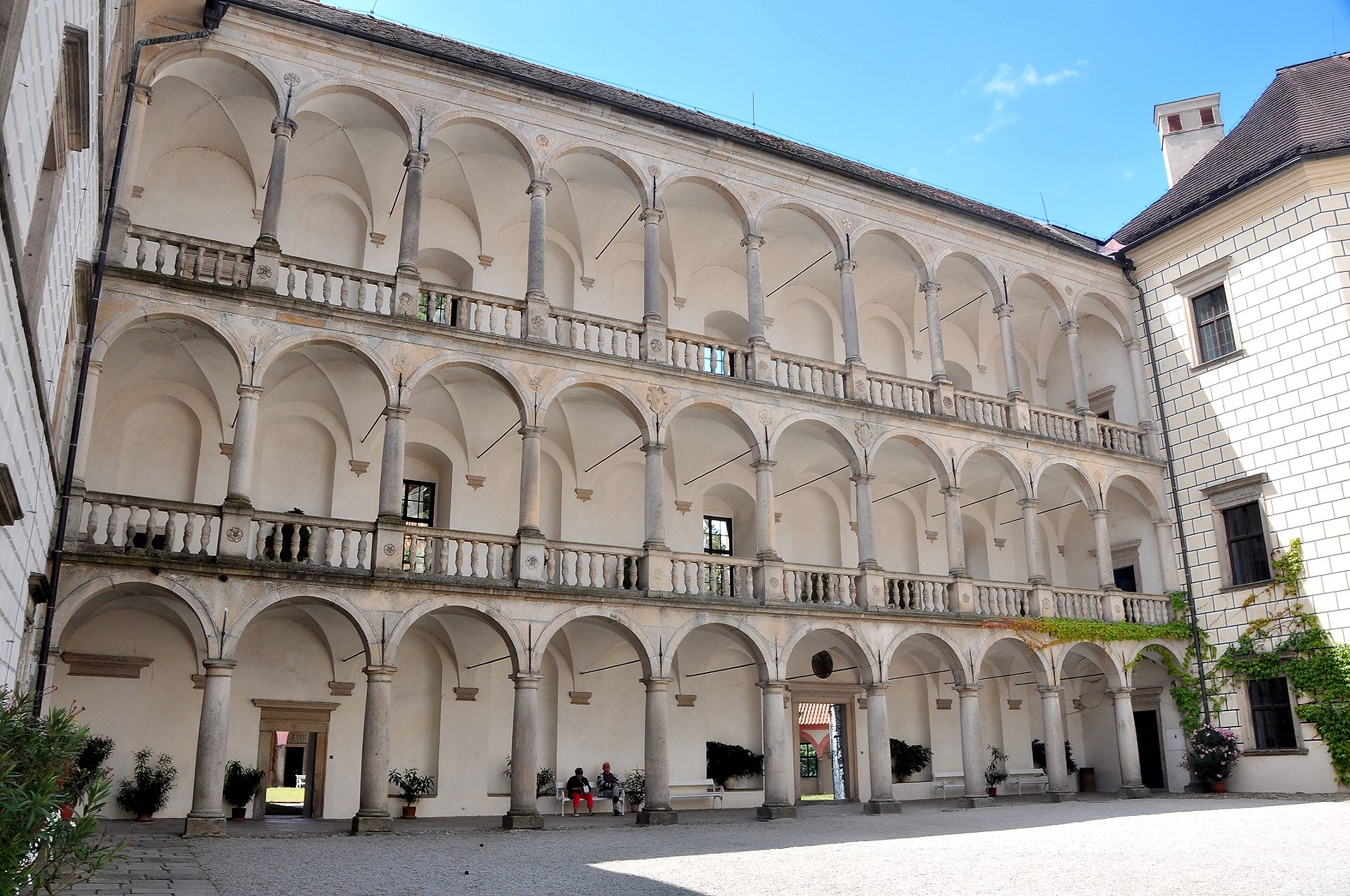
Jindřichův Hradec, velké arkády
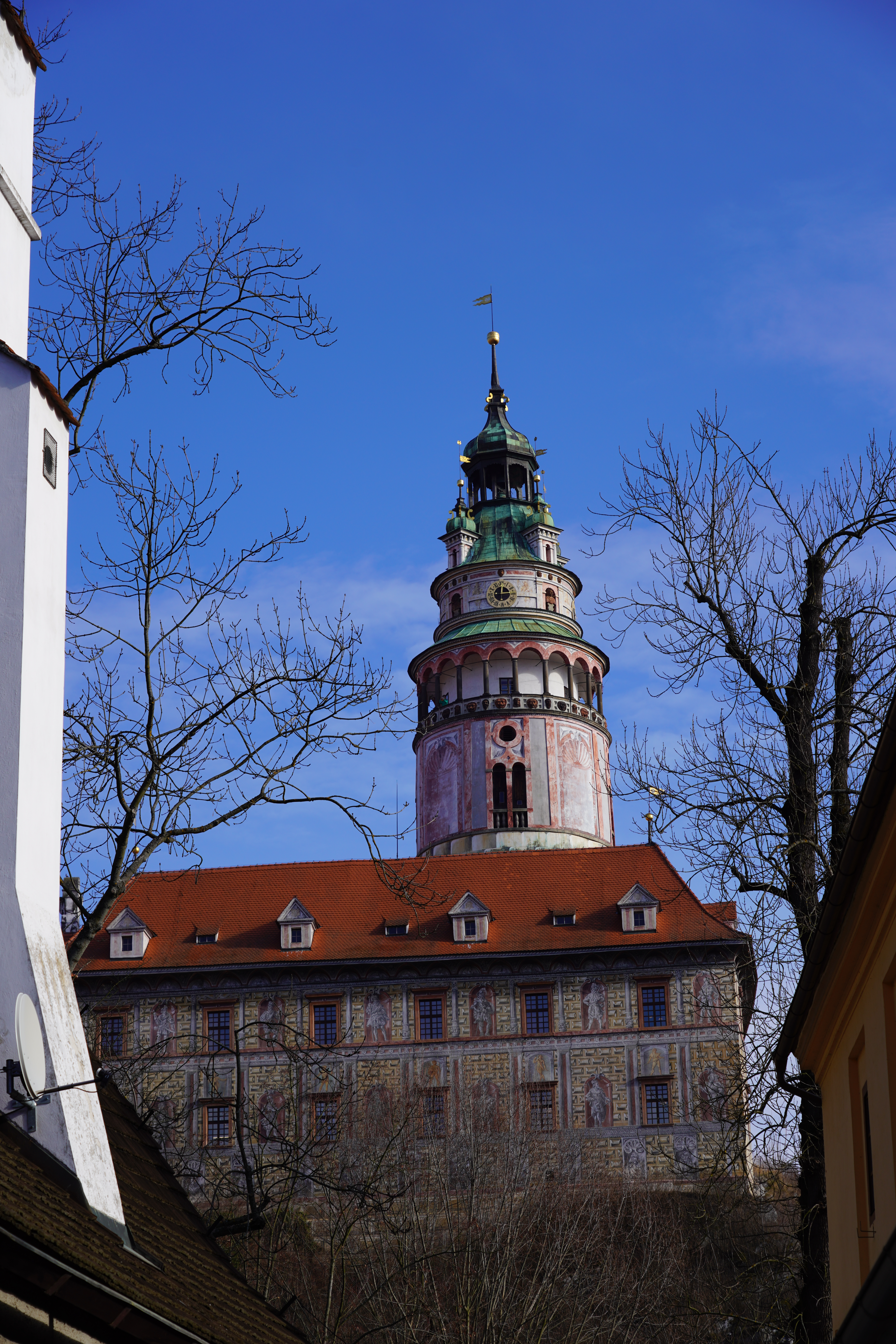
Český Krumlov, zámecká věž
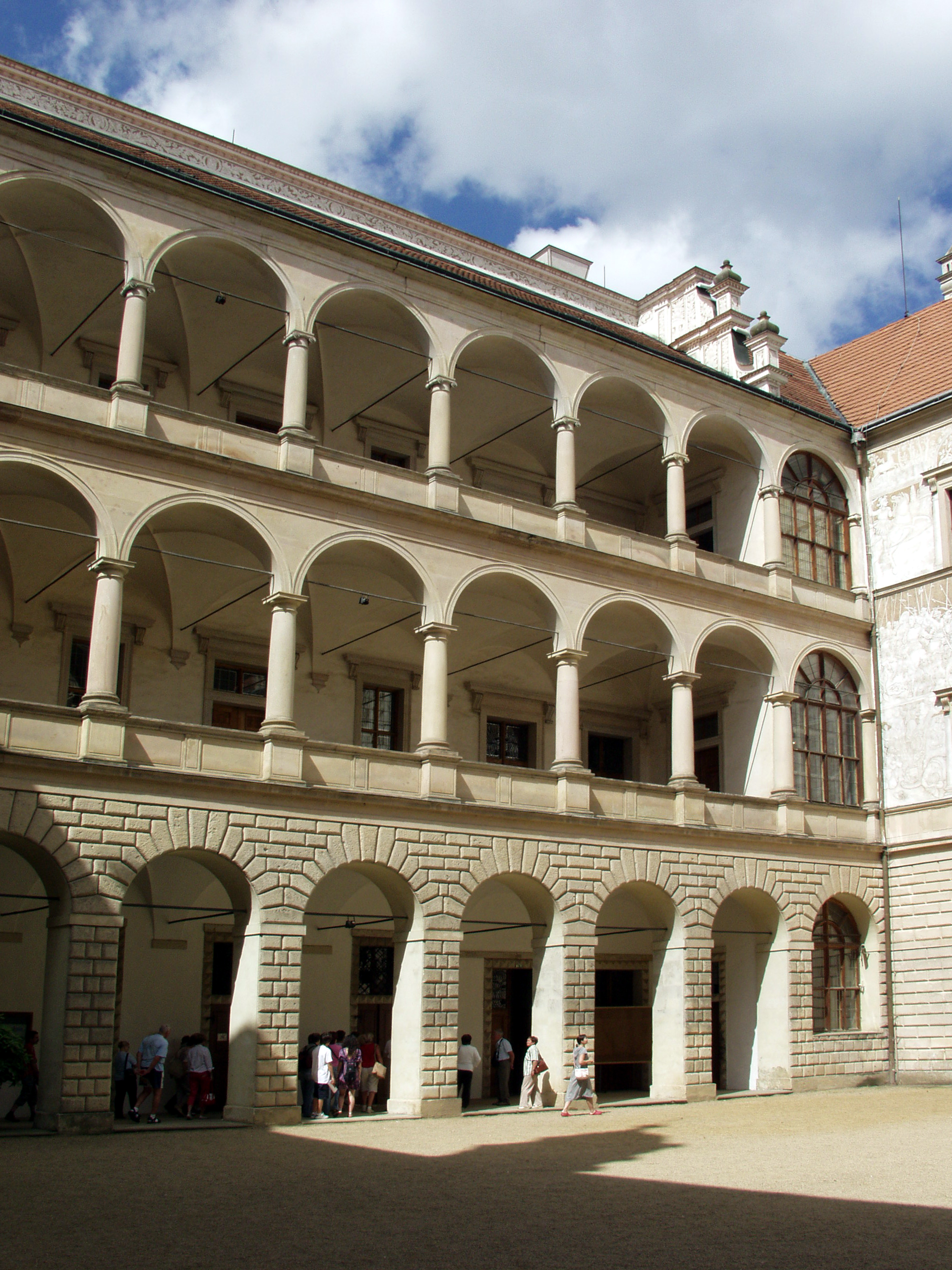
Zámek Litomyšl
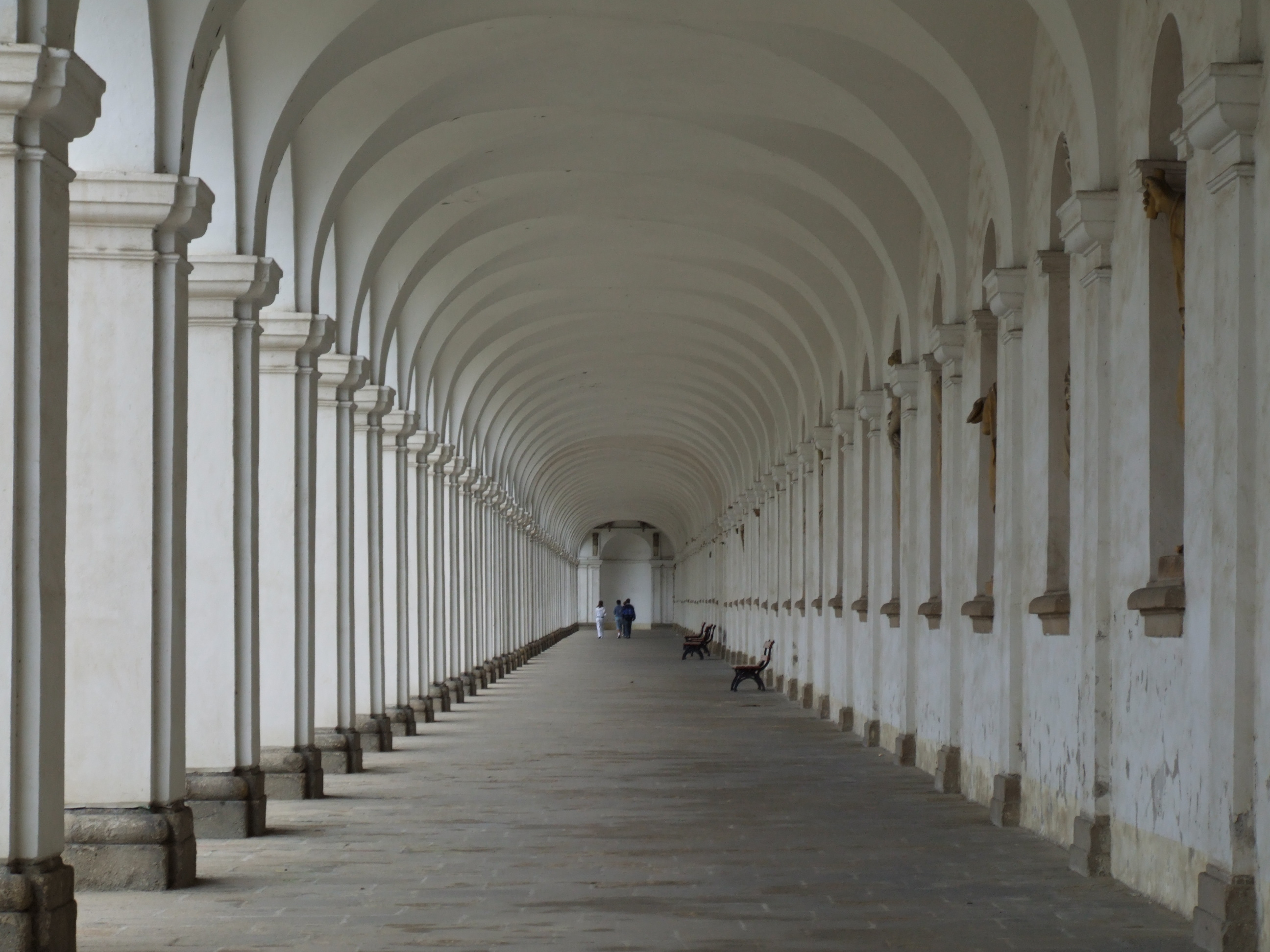
Kroměříž, Květná zahrada
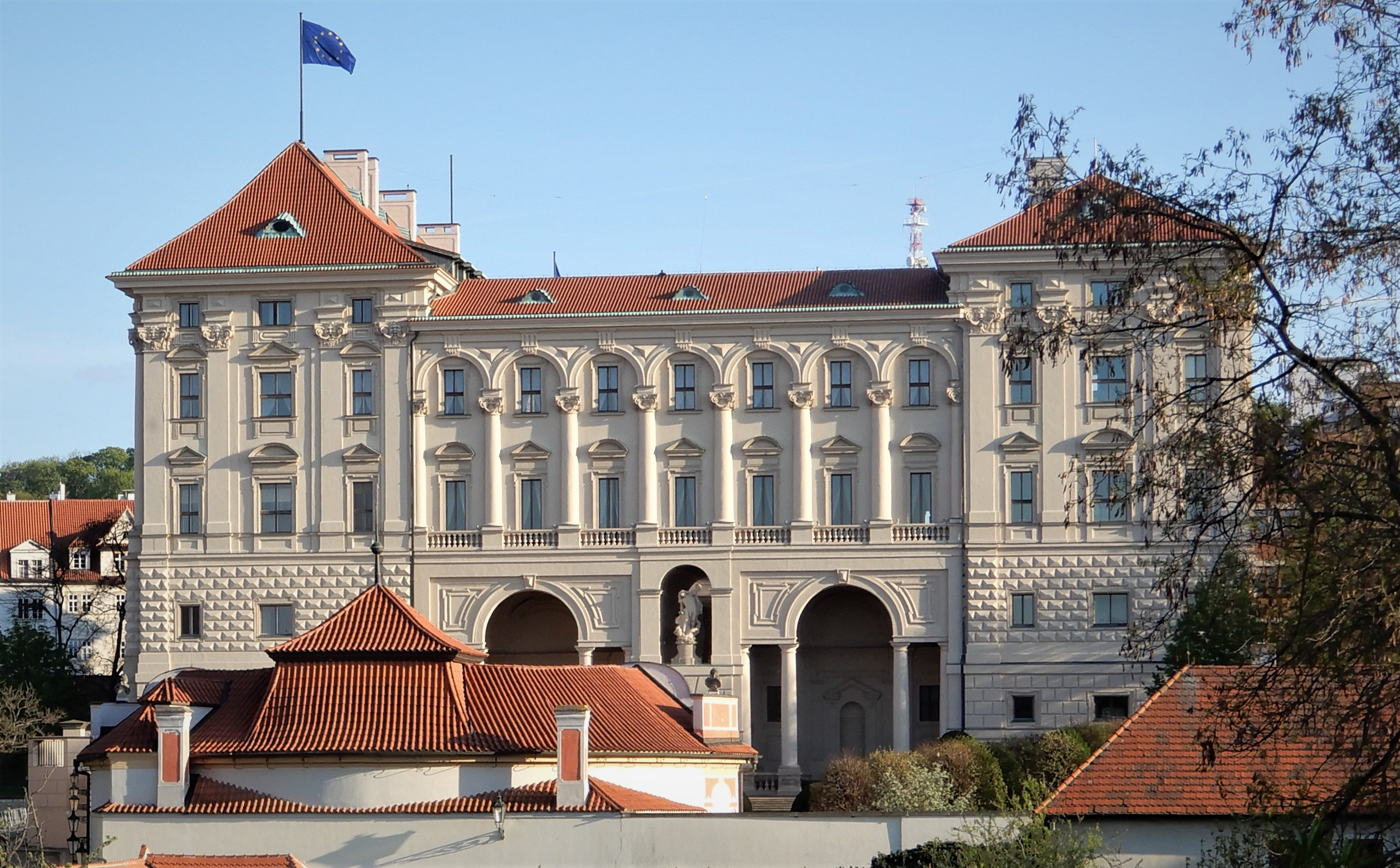
Černínský palác, slepé arkády a salla terrena
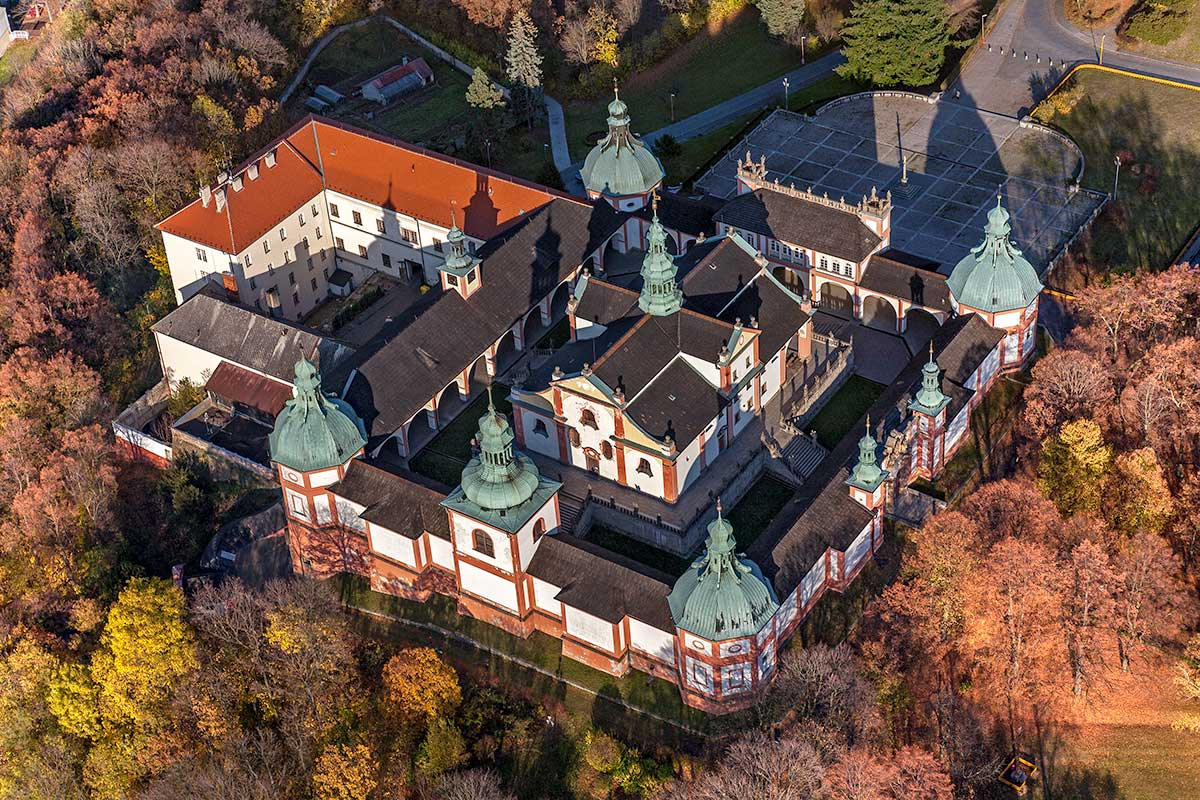
Svatá Hora u Příbrami
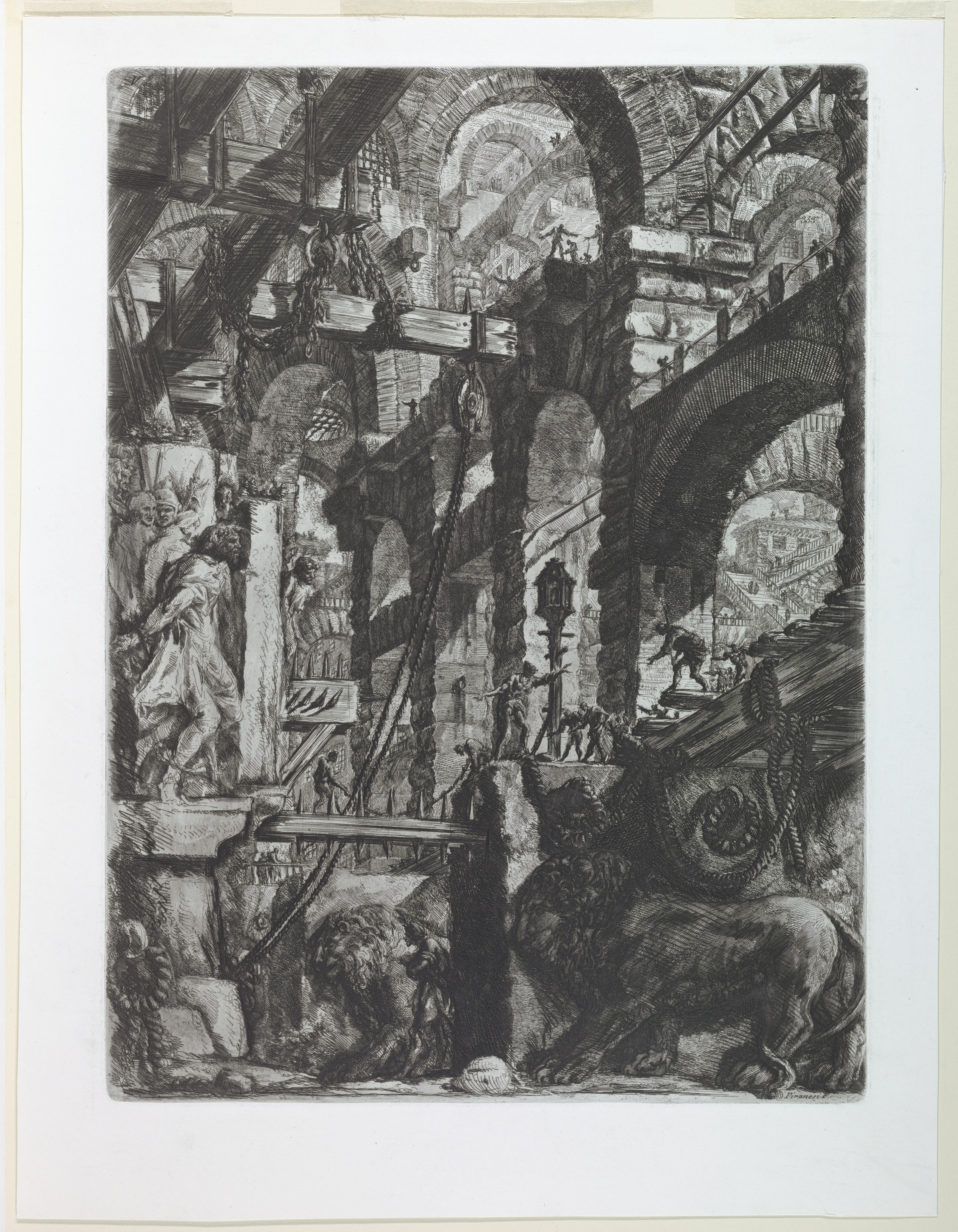
G.B.Piranesi:Carceri, V, 1745